# Aidan Coleman
Aidan Coleman (ur. 17 sierpnia 1988 w Innishannon, Cork) – irlandzki dżokej. W 2008, mając 19 lat, wziął udział w Grand National. Był jednym z najmłodszych jeźdźców startujących w tych zawodach. W kwietniu 2009 wygrał Conditional Championship, dzięki czemu stał się wiodącym dżokejem warunkowym w Wielkiej Brytanii w sezonie 2008.
W 2009 podpisał dwuletnią umowę z Racing TV, brytyjskim kanałem o wyścigach konnych, od tego czasu nosząc ich logo w trakcie zmagań. W ramach umowy dżokej miał pojawić się także na samym kanale. 